# Oncideres pepotinga
Oncideres pepotinga là một loài bọ cánh cứng trong họ Cerambycidae.